# Pitschi
Pitschi ist ein Bilderbuch mit ganzseitigen farbigen Lithografien des Schweizer Malers und Buchillustrators Hans Fischer (1909–1958) aus den 50er Jahren, das dieser ursprünglich für seine eigenen Kinder gezeichnet und geschrieben hatte. Es befasst sich spielerisch mit Identitätssuche.
Im Buch geht es um eine Horde kleiner Kätzchen, die bei der alten Lisette in einer Hütte am Waldrand lebt. Die kleinste der Katzen, Pitschi, ist mit ihrem Katzendasein nicht zufrieden und probiert neue Existenzen aus. Sie versucht sich als Hahn, Ziege, Ente oder Kaninchen, erkennt dann aber in einem Augenblick höchster Gefahr, dass auch das Katzensein seine Vorteile hat.

## Buchausgaben
- Pitschi. Das Kätzchen, das immer etwas anderes wollte. Eine traurige Geschichte, die aber gut aufhört. Wolfsbergdrucke, Zürich 1948
  - Neuausgabe: NordSüd, Zürich 2016, ISBN 978-3-314-10360-5
- Pitchi. Le petit chat qui désirait toujours autre chose. Une histoire un peu triste, mai qui finit bien. Éd. Wolfsberg, Zürich 1948
- The kitten who always wanted to be something else. A sad story, but one which ends well (übersetzt von Margaret K. McElderry). Harcourt, Brace and Co., New York 1953
  - Neuübersetzung als: Pitschi, The Kitten Who Always Wanted to Be Something Else. A Sad Story that Ends Well (übersetzt von Marianne Martens). North-South, London/New York 1996
- Pitchi. Le petit chat qui voulait toujours autre chose. Une histoire triste mais qui finit bien (übersetzt von Arthur Hubschmid und Jean-Henri Potier). L’École des Loisirs, Paris 1981, ISBN 2-211-08176-2
  - Neuübersetzung von Anne-Judith Descombey: La joie de lire, Genf 2016, ISBN 978-2-88908-338-1
- Pitschi. Es Chätzli, wo immer öppis anders hed welle. En truurigi Gschicht, wo aber guet ufhört. Ins Schweizerdeutsche übersetzt von Emil Steinberger. NordSüd, Zürich 2016, ISBN 978-3-314-10388-9